# Fontenay-le-Pesnel
Fontenay-le-Pesnel (fɔ̃t.nɛ.lə.pɛ.nɛlⓘ) es una población y comuna francesa, situada en la región de Baja Normandía, departamento de Calvados, en el distrito de Caen y cantón de Tilly-sur-Seulles.

## Demografía
| 462 | 475 | 449 | 828 | 902 | 938 |
| Para los censos de 1962 a 1999 la población legal corresponde a la población sin duplicidades (Fuente: INSEE [Consultar]) |     |     |     |     |     |